# 杜蘭德 (伊利諾伊州)
杜蘭德（英語：Durand）是位於美國伊利諾伊州溫納貝戈縣的一個村落。

## 地理
杜蘭德的座標為42°26′02″N 89°19′41″W / 42.43389°N 89.32806°W，而該地最高點為海拔高度237米（即778英尺）。

## 人口
根據2010年美國人口普查的數據，杜蘭德的面積為2.32平方千米，當中陸地面積為2.32平方千米，而水域面積為0.00平方千米。當地共有人口1443人，而人口密度為每平方千米621人。